# Orara River
Der Orara River ist ein Fluss im Nordosten des australischen Bundesstaates New South Wales.

## Geographie
Der Fluss entspringt in den Hügeln hinter Coffs Harbour im Dorrigo-Nationalpark und fließt nach Nordwesten, wo er in Eatonsville, 20 Kilometer nordwestlich von Grafton, in den Clarence River mündet.

### Nebenflüsse mit Mündungshöhen
Nebenflüsse des Orara River sind:
- Urumbilum River – 115 m
- Nana Creek – 73 m
- Coldwater Creek – 71 m
- Tallawudjah Creek – 68 m
- Kangaroo River – 34 m
- Chambigne Creek – 18 m

## Ökologie
In den vergangenen Jahren litt der Fluss unter Überbeanspruchung, insbesondere durch Bewässerungsprojekte. Außerdem dient der Orara River als wichtigste Trinkwasserquelle für die Stadt Coffs Harbour. Dies führte zu einer Verschluffung des Flusses und sein Fischbestand ging zurück.